# Wilfried Nöbauer
Wilfried Nöbauer (Ungenach, 21 de junho de 1928 – Viena, 12 de fevereiro de 1988) foi um matemático austríaco.
Estudou matemática na Universidade de Viena obtendo um doutorado em 1950, orientado por Edmund Hlawka, com a tese Über einen Satz von Eckmann. Recebeu em 1956 o Prêmio da Sociedade Austríaca de Matemática.
Obteve a habilitação em 1962, com a tese Gruppen von Restklassen nach Restpolynomidealen in mehreren Unbestimmten. Em 1964 foi professor na Universidade de Viena e em 1966 foi para a Universidade Técnica de Viena, onde foi de 1979 a 1983 reitor.
Dentre seus orientados constam Martin Aigner, Christiane Floyd, Maria Hoffmann-Ostenhof, Hans Kaiser (Institut für Algebra und Diskrete Mathematik, vice-reitor da TU Wien), Alexander Mehlmann (Professor für Operations Research), Rudolf Lidl, Winfried Bernward Müller e Günter Pilz.

## Obras
- com Hans Lausch: Algebra of Polynomials. North-Holland 1973
- com Werner Timischl: Mathematische Modelle in der Biologie. Vieweg 1979
- com Hans Kaiser: Geschichte der Mathematik für den Schulunterricht. Hölder-Pichler-Tempsky, Viena 1984, 3. Ed. 2006.